# Comuna Kirove, Nikopol
Kirove (în ucraineană Кірове) este o comună în raionul Nikopol, regiunea Dnipropetrovsk, Ucraina, formată din satele Kirove (reședința), Kolhospne, Mariivka, Oleksandrivka, Pidhirne, Tavriiske și Vîsokopil.

## Demografie
Componența lingvistică a satului Kirove
     Ucraineană (94,77%)
     Rusă (4,84%)
     Alte limbi (0,33%)
Conform recensământului din 2001, majoritatea populației satului Kirove era vorbitoare de ucraineană (94,77%), existând în minoritate și vorbitori de rusă (4,84%).